# 李中襄
李中襄（1896年—1958年6月12日），字立侯，国民党高级将领，陆军少将军衔。

## 简历
原籍江西省南昌，出生于浙江省宁波。早年毕业于唐山大学（西南交通大学前身）。
1931年始，先后担任国民党军委会委员长南昌行营党务处主任，少将秘书，江西省国民党党部党务指导处处长，国民参政会参政员，军事委员会战时新闻检查局副局长，国民党中央执行委员，江西省民政厅厅长。
1949年，内战战败撤至台湾。1952年，出任立法院秘书长。1958年，病逝于台湾。

## 著作
- 《六十自述》
- 《李立侯先生遗稿》